# João Carlos Garrote Paiva
João Carlos Garrote Paiva (Santos, 31 de outubro de 1941) é um ex-futebolista brasileiro que atuava como zagueiro.

## Carreira
João Carlos fez parte do elenco do Santos de 1961 e 1964, onde faturou muitos títulos no time vencedor liderado por Pelé.
Em 1963, foi emprestado ao Botafogo-SP e, ano seguinte, foi emprestado ao Jabaquara.
De 1964 a 1969, atuou pelo São Bento de Sorocaba.

### Títulos
Santos
- Taça Brasil: 1962, 1963

- Campeonato Paulista: 1962[5]